# تئو فان لینت
تئو فان لینت (هلندی: Theo van Lint؛ زادهٔ ۱۵ ژوئن ۱۹۵۷) زبان‌شناس، استاد دانشگاه، و مترجم اهل هلند است.

## زندگی‌نامه
در ۱۵ ژوئن ۱۹۵۷ در دلفت به دنیا آمد و از دانشگاه لیدن فارغ‌التحصیل شد.   وی همچنین برنده مدال موسس خورناتسی شده‌است. 